# Morning Parade
I Morning Parade sono un gruppo alternative rock formatosi nel 2007 ad Harlow, Essex. Nel 2010 la band, composta da cinque membri (Steve Sparrow, Chad Thomas, Phil Titus, Ben Giddings, Andy Hayes), ha firmato per un contratto con la Parlophone. L'omonimo album di debutto è stato pubblicato il 5 marzo 2012. Per le loro sonorità vengono spesso associati ai Coldplay e ad altri esponenti del panorama Britpop.

## Discografia

### Album in studio
- 2012 - Morning Parade
- 2014 - Pure Adulterated Joy

### EP
- 2013 - Alienation

### Singoli
- 2010 - Under the Stars
- 2010 - In The Name
- 2010 - Your Majesty
- 2011 - A&E
- 2011 - On Your Shoulders
- 2011 - Us & Ourselves
- 2012 - Headlights
- 2013 - Alienation